# Santa Maria (Kalifornia)
Santa Maria város az Amerikai Egyesült Államokban, Kaliforniában. Los Angelestől 260 kilométerrel északnyugatra fekszik. A Santa Barbara megye legnagyobb városa. Lakosainak száma 109 707 fő (2020. április 1.).

## Népesség
A település népességének változása:

| 2010 | 99 553  |
| 2020 | 109 707 |